# Странник (роман Вельтмана)
«Стра́нник» — роман русского писателя Александра Вельтмана, впервые опубликованный в 1831—1832 годах.

## Содержание
Роман представляет собой описание путешествия русского офицера по Бессарабии, Молдавии, Валахии и Добрудже, которое постоянно прерывается авторскими размышлениями и вставными новеллами. Он стал первой частью трилогии, продолженной романами «MMMCDXLVIII год. Рукопись Мартына Задека» и «Александр Филиппович Македонский».

## Восприятие
Критики были озадачены калейдоскопичностью изложения, резкой сменой тем в диапазоне от Александра Македонского до разновидностей молдавских экипажей. Виссарион Белинский написал об этом так: «Как бы то ни было, по крайней мере, вы не утомитесь, не соскучитесь от этой книги, прочтете её от начала до конца, без всякого усилия, и это, согласитесь, — большое достоинство. Много ли книг, которые можно читать без скуки, добровольно?»
Александр Пушкин усмотрел в «немного вычурной болтовне» Вельтмана признаки «настоящего таланта». «Литературная энциклопедия» 1929—1930 годов, отражая воззрения того времени, назвала роман подражанием прозе Лоренса Стерна и Ксавье де Местра, но в 1950—1960-е годы эта концепция была пересмотрена. Роман стали считать пародийно-фантастическим повествованием, основанным на реальных бытовых и военно-исторических эпизодах, имеющим большое художественное и познавательное значение (Н. Л. Степанов, Г. М. Фридлендер, А. Кидель, В. А. Евзерихина, Л. Н. Оганян, Ю. Д. Левин). Ю. М. Акутин говорит о влиянии романа на «Путевые записки Вадима» Вадима Пассека (1834) и «Поэтическое путешествие по белу свету» Осипа Сенковского (1840), отмечает похожесть некоторых эпизодов в «Герое нашего времени» Михаила Лермонтова (1838—1840).